# ماکسول (بازیکن فوتبال، زاده ۱۹۷۹)
ماکسول سانتوس سیلوا (به پرتغالی: Maxwell Santos Silva) مهاجم اهل برزیل است که در شهر برزیل و در تاریخ ۲۳ آوریل ۱۹۷۹ به دنیا آمده‌است.
ماکسول سانتوس سیلوا در تیم‌های فوتبال Bahia سابقهٔ حضور دارد.